# Municipio de Cottage
El municipio de Cottage (en inglés: Cottage Township) es un municipio ubicado en el condado de Saline en el estado estadounidense de Illinois. En el año 2010 tenía una población de 219 habitantes y una densidad poblacional de 2,72 personas por km².

## Geografía
El municipio de Cottage se encuentra ubicado en las coordenadas 37°44′1″N 88°25′54″O / 37.73361, -88.43167. Según la Oficina del Censo de los Estados Unidos, el municipio tiene una superficie total de 80.44 km², de la cual 79,15 km² corresponden a tierra firme y (1,59 %) 1,28 km² es agua.

## Demografía
Según el censo de 2010, había 219 personas residiendo en el municipio de Cottage. La densidad de población era de 2,72 hab./km². De los 219 habitantes, el municipio de Cottage estaba compuesto por el 94,52 % blancos, el 0,46 % eran afroamericanos, el 0,46 % eran de otras razas y el 4,57 % eran de una mezcla de razas. Del total de la población el 0,91 % eran hispanos o latinos de cualquier raza.